# Szpilka

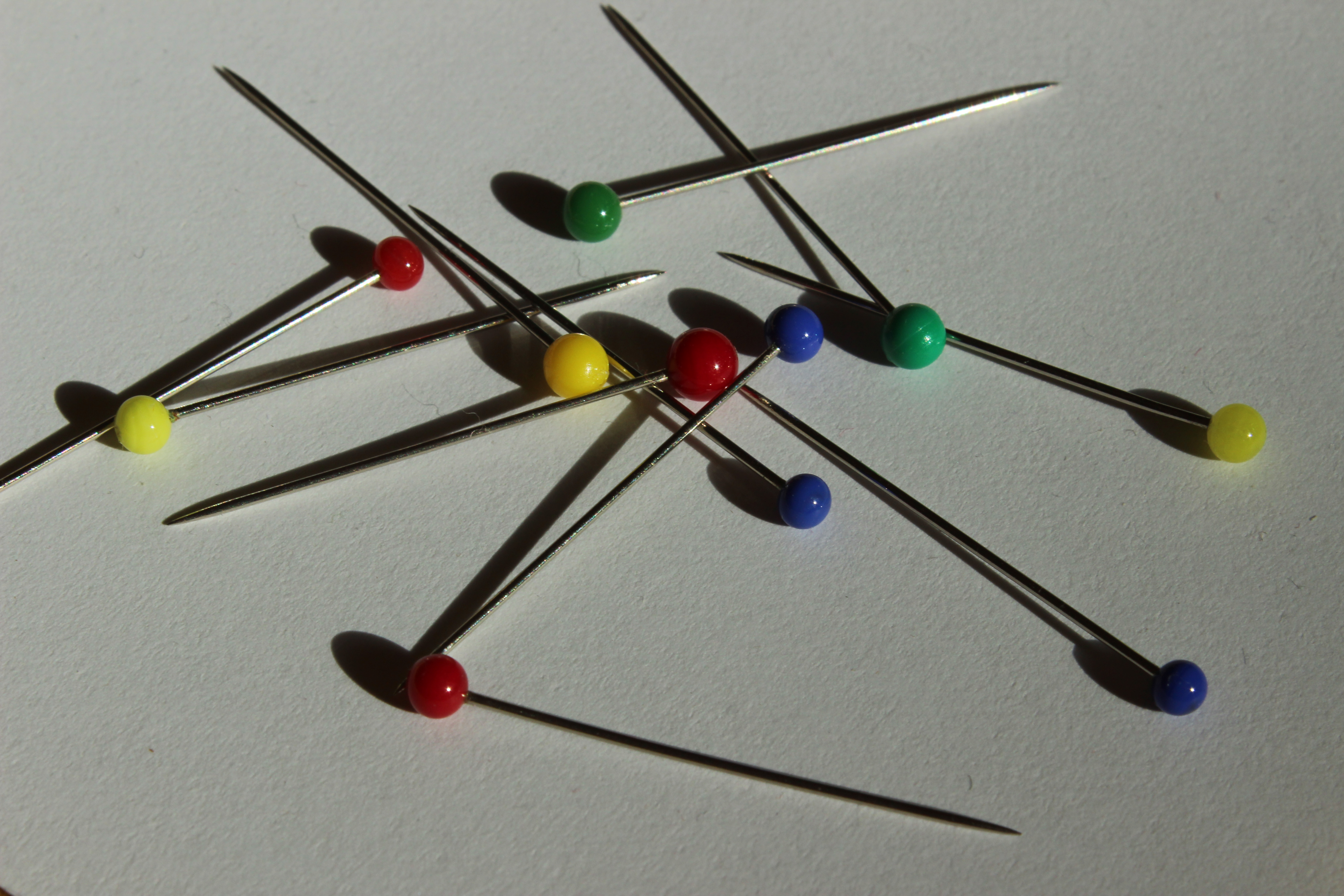
Szpilki z kolorowymi plastikowymi główkami

Szpilka – cienki odcinek sztywnego  drutu (zwykle ok. 3 cm) zakończona z jednej strony metalową lub plastikową główką, a z drugiej ostrą końcówką. Dzięki temu łatwo można nią spinać tkaniny, kartki papieru itp. Szpilką w odróżnieniu od igły nie da się szyć, niemniej jednak jest ona bardzo pomocna w krawiectwie. Ozdobna odmiana szpilki to szpila.

## Historia
Szpilki są wykorzystywane już od ponad 4 tysięcy lat. Pierwotnie były one wytwarzane z żelaza oraz kości przez Sumerów i były używane do przytrzymywania ubrań. Później były również używane do spinania papierowych arkuszy poprzez nawlekanie ich w górnym rogu.
W późniejszym okresie szpilki wytwarzano z bardziej wytrzymałego materiału – mosiądzu. Stal została wykorzystana jeszcze później, ale trudnością było utrzymanie procesu produkcji bez korozji, dlatego spinki wyższej jakości były pokryte niklem, ale taka powłoka w warunkach wysokiej wilgotności łuszczyła się powodując postęp korozji i w rezultacie pokrycie spinki rdzą. Stalowe szpilki nie były uciążliwe w domowych zastosowaniach ponieważ były używane tylko chwilowo podczas szycia odzieży.